# جون وايت (سياسي أسترالي)
جون وايت (بالإنجليزية: John White)‏ هو سياسي أسترالي، ولد في 2 أكتوبر 1942 في هوبارت في أستراليا. حزبياً، نشط في حزب العمال الأسترالي. وقد انتخب عضو المجلس التشريعي التاسماني ‏ عن دائرة Electoral division of Newdegate ‏ (19 سبتمبر 1998 – 29 يونيو 1999) وانتخب عضو مجلس نواب تسمانيا عن دائرة دنيسون ‏ (8 فبراير 1986 – 29 أغسطس 1998).